# 子子子子子子子
子子子子 子子子（ねこじし こねこ）は、日本のライトノベル作家である。
別名義に無悪善（さかなし ぜん）がある。

## 概要
群馬県出身。ペンネームの由来は、作家・日日日のライトノベル『ささみさん@がんばらない』を著者買いした経験と、新人賞の選考結果発表の一覧から発見しやすいペンネームにしようと考えたことから、自身も印象が強い名前にしようと考えたため、幽霊名字の「子子子子」と「子子子」を組み合わせたペンネームにした。
昔からライトノベルや美少女ゲームが好きだった。初めて読んだライトノベルは『灼眼のシャナ』。
ブラック企業に就職していた際に、SNSなどイラストや小説を投稿している人々を見て、転職と執筆活動を始めた。
第10回HJ文庫大賞では「陰険女装陰陽師と奴隷少女の事件簿」という題で投稿した作品が大賞を受賞し、後に同作を『魔術破りのリベンジ・マギア』と改題・改稿して発表、同作で2017年6月1日にデビューを果たした。
基本、家で執筆活動を行っている。趣味はラーメン屋巡りと魔術・オカルト系統の資料集め。魔術の研究にあたっては魔術書の翻訳を行っている出版社「魔女の家BOOKS」の作品が参考になったと話しているが、絶版で入手不能になりやすかったことから、国立国会図書館で設定資料を作り上げた経験を持つ。
無悪善の名義で「P活“の”お仕事です!」の漫画原作を担当。

## 作品一覧

### 書籍
- 『魔術破りのリベンジ・マギア』シリーズ（イラスト: 伊吹のつ、HJ文庫〈ホビージャパン〉）[7]

### その他
- 『リボルバーズエイト』: ヒーローストーリーのシナリオ制作[8]
- TVアニメ『王室教師ハイネ』: 予告脚本[3]